# Вегетативна гібридизація
Вегетативна гібридизація — явище утворення при щепленнях рослин «вегетативних гібридів», що зберігають при статевому розмноженні модифікації, отримані в результаті щеплень, і не відрізняються від справжніх гібридів, одержуваних схрещуванням. Постулювалося в рамках «мічуринської агробіології» Т. Д. Лисенко і його послідовниками. «Вегетативна гібридизація» служила для послідовників Лисенко одним з центральних «доказів» хибності класичної генетики та хромосомної теорії спадковості.
Поняття про вегетативні гібриди було введено І. В. Мічуріним, який використовував його замість прийнятого на той час терміна «гібрид щеплення». Спочатку вегетативною гибридизацією називали зміни прищепи під впливом підщепи при щепленнях рослин. Пізніше Лисенко і його послідовники об'єднали під ім'ям вегетативної гібридизації досить різнорідні явища, пов'язані, за їхніми уявленнями, з «розхитуванням» спадковості; вони не тільки рекомендували вегетативну гібридизацію як важливий прийом практичної селекції, а й використовували дані з вегетативної гібридизації як аргумент, покликаний спростувати хромосомну теорію спадковості.
В результаті серії експериментальних досліджень 1930-1950-х років наявність вегетативної гібридизації підтвердити не вдалося, а розвиток генетики в другій половині XX століття показав хибність теоретичних поглядів школи Лисенко. Оскільки організм, що утворюється в результаті щеплення або трансплантації відноситься не до істинних гібридів, а до химер, в сучасній науковій літературі терміни «вегетативний гібрид» і «вегетативна гібридизація» практично не використовуються.